# CHTML
CHTML eller Compact HTML är en standard för en förenklad form av HTML, som är tänkt för handdatorer och mobiltelefoner. CHTML saknar bland annat stöd för bildkartor, bakgrunder, styrning av teckensnitt, frames, stilmallar och JPEG-bilder. CHTML är jämförbart med WML, men har fördelen att det kan visas även av vanliga webbläsare. CHTML är ursprungligen utvecklat av det japanska företaget DoCoMo.